# Acuera adspersa
Acuera adspersa är en insektsart som beskrevs av Carl Stål 1854. Acuera adspersa ingår i släktet Acuera och familjen dvärgstritar. Inga underarter finns listade i Catalogue of Life.